# Galenberg
Galenberg là một đô thị thuộc huyện Ahrweiler, bang Rheinland-Pfalz, phía tây nước Đức. Đô thị Galenberg có diện tích 2,28 km², dân số thời điểm ngày 31 tháng 12 năm 2006 là 226 người.